# Dammfleth
Dammfleth est une commune allemande du Schleswig-Holstein, située dans l'arrondissement de Steinburg (Kreis Steinburg), à neuf kilomètres au sud-ouest de la ville d'Itzehoe. Dammfleth fait partie de l'Amt Wilstermarsch qui regroupe 14 communes autour de Wilster.